# C8H9ClO
化学式C8H9ClO（摩尔质量156.61 g/mol）可能指：

## 单取代苯
- 苄基氯甲醚，CAS号：3587-60-8

## 二取代苯
- 甲氧基氯化苄
  - 2-甲氧基氯化苄，CAS号：7035-02-1 
  - 3-甲氧基氯化苄，CAS号：824-98-6 
  - 4-甲氧基氯化苄，CAS号：824-94-2
- 氯苯乙醇
  - 2-氯苯乙醇，CAS号：19819-95-5 
  - 3-氯苯乙醇，CAS号：5182-44-5 
  - 4-氯苯乙醇，CAS号：1875-88-3

## 四取代苯
- 对氯间二甲苯酚，CAS号：88-04-0

|  | 这个同类索引页列出了具有相同分子式的化学物（即同分異構體）条目。 除非您是有意链接至本页，否则应将相应条目的内部链接指向正确的条目。 |